# Мышецкий, Андрей Дионисиевич
Князь Андрей Дионисиевич Мышецкий, или Андрей Денисов (1664—1730) — киновиарх (настоятель) Выговской пустыни, крупнейшего старообрядческого беспоповского центра Поморского согласия, созданного при его участии в 1694 году, один из главных лидеров старообрядцев в первой половине XVIII века.

## Биография
Андрей, как и его брат Симеон, называл себя по отцу, Дионисию, просто Денисовым, иногда добавляя прозвище «Вторушин» или «Второй». Сейчас считается признанным, что и Андрей, и его брат происходили из князей Мышецких.
В смутное время новгородский помещик князь Борис Мышецкий переехал с семьей в Олонецкий край. Второй половине XVII века после Московских соборов 1656 и 1666-1667 годов резко усилилось старообрядческое движение. К этому времени правнуки князя Бориса, жившие в Повенце, пользовались широкой известностью и влиянием. Так, князь Терентий Мышецкий в 1660—1663 годах был воеводой на Олонце, князь Иаков заведовал таможней в Повенце и был составителем писцовых книг Обонежской пятины. Именно племянник Иакова, Дионисий, был отцом двух знаменитых братьев Андрея и Симеона Денисовых.

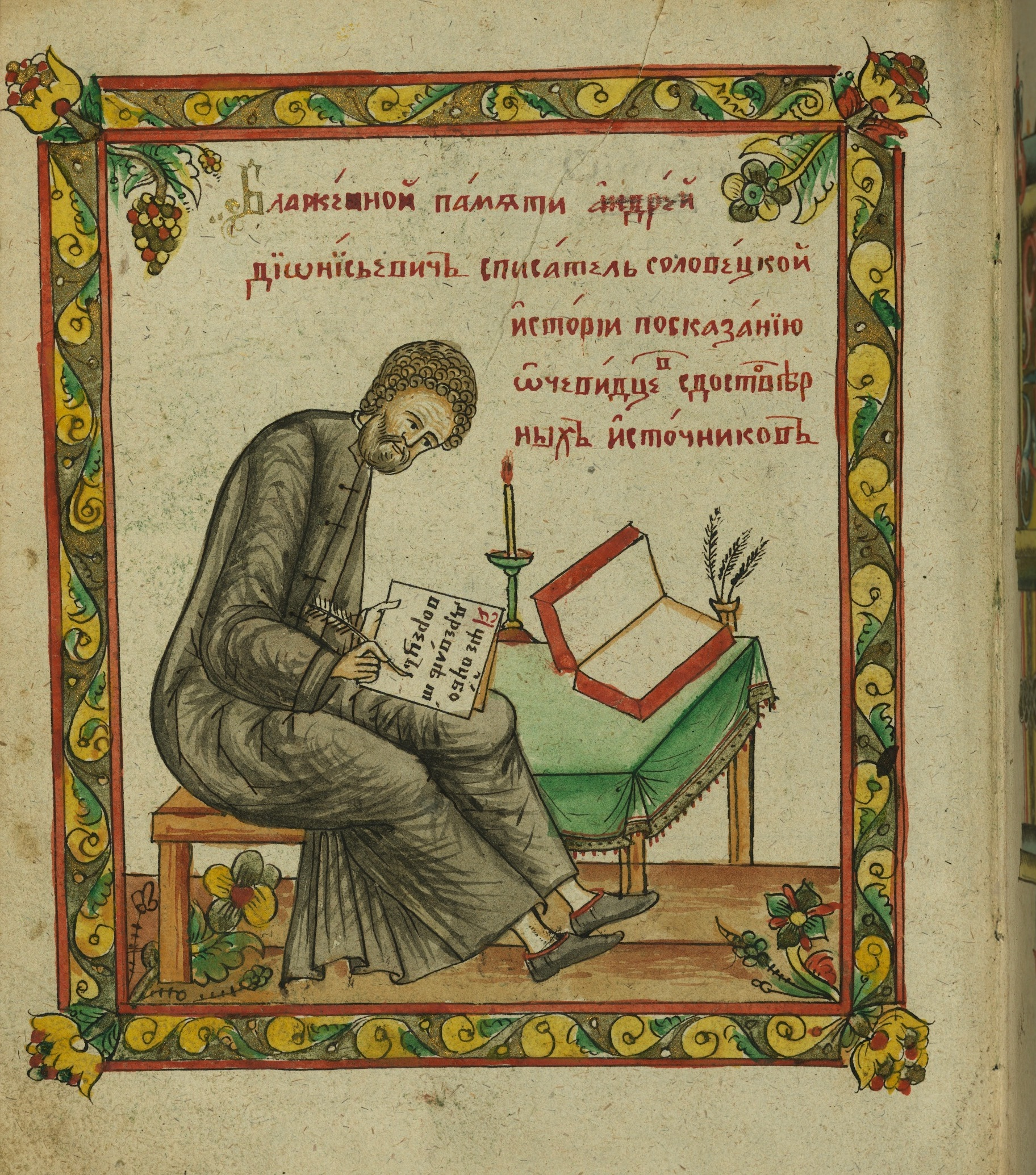
«Андрей Денисов»; миниатюра к «Истории об отцах и страдальцах Соловецких», XVIII в.

Дом Дионисия часто посещали многие известные, авторитетные старообрядческие учителя. Один из них, Игнатий, приобрёл столь большое влияние на старшего из сыновей, Андрея, что в 1685 году тот тайно от отца ушёл в олонецкие леса к поборникам старого обряда, которые жили там разрозненно и плохо умели укрываться от преследовавших их воинских команд. Там Андрей быстро сблизился с Даниилом Викулиным. Около 1695 года они устроили Выговское общежительство, в котором настоятельствовал сначала один Даниил, но действительным устроителем и управителем общины был Андрей, ставший вскоре главой и душой старообрядчества почти по всей России. Щедро одарённый от природы, он ещё в доме отца обучился грамоте и стал хорошим начетчиком. В старообрядческих скитах Андрей приобрел то превосходное знание древнерусской литературы, которое при его диалектике дало ему неистощимый запас аргументов для защиты старых обрядов. Не довольствуясь чтением древнерусских рукописей, его трудами собранных в громадном количестве в библиотеке Выговского монастыря, он инкогнито, под именем купца, посетил Киев и в продолжение двух лет слушал в тамошней академии лекции по богословию Феофана Прокоповича, риторику, логику и практиковался в проповедничестве.
Андрей Денисов стал важнейшим организатором внутреннего быта старообрядческих общин и успешным защитником старообрядцев перед правительством. Благодаря дипломатическому таланту Денисова, выговцы получили от правительства по указу 7 сентября 1705 года право на самоуправление и свободу от двойного подушного оклада. Другой и даже большей заслугой перед старообрядчеством было то, что Андрей вместе с братом Семёном создал и обосновал старообрядческое богословие.
Андрей Денисов составил особое Уложение, регулирующее жизнь в Выгорецкой пустыни, ставшей за время его управления монастырем-городком. Этот восторженно-религиозный аскет смотрел на брачное сожительство просто как на блуд и проповедовал, что для спасения необходимо воздерживаться от половых сношений. Но большинство поселенцев вовсе не было склонно к аскетической жизни. Завязалась борьба, и Андрей вынужден был пойти на компромисс. «Могшие вместити» остались в монастырях, где жизнь шла по строгому монастырскому уставу. Поселенцы же семейные и «новожёны» расселились по скитам и вели обыкновенную «мирскую» жизнь.

### Сочинения
Согласно каталогу старообрядческого библиографа Павла Любопытного перу Андрея Денисова принадлежит 119 сочинений. Из них особенной известностью пользуются. Во-первых, «Поморские ответы» на вопросы, предложенные выговцам синодальным миссионером иеромонахом Неофитом. Это — лучшее и наиболее обширное сочинение, написанное Андреем при деятельном участии брата Семёна, а также других выговских старейшин. На протяжении веков это главная из теологических книг старообрядчества. Однако в ответах далеко не все высказано из действительных верований беспоповцев, а лишь то, чего касались вопросы Неофита. Цель этого сочинения — успокоить Петра I относительно покорности выговцев императорскому величеству, в чём они и имели полный успех. Глава этой книги, содержащая в себе источниковедческий разбор подложного, составленного по приказу Петра I Стефаном Яворским «Соборного деяния на еретика Мартина Армянина», по мнению Н. И. Барсова, сделала бы честь любому из современных профессиональных источниковедов. В 1887 году «Поморские ответы» были изданы за границей.

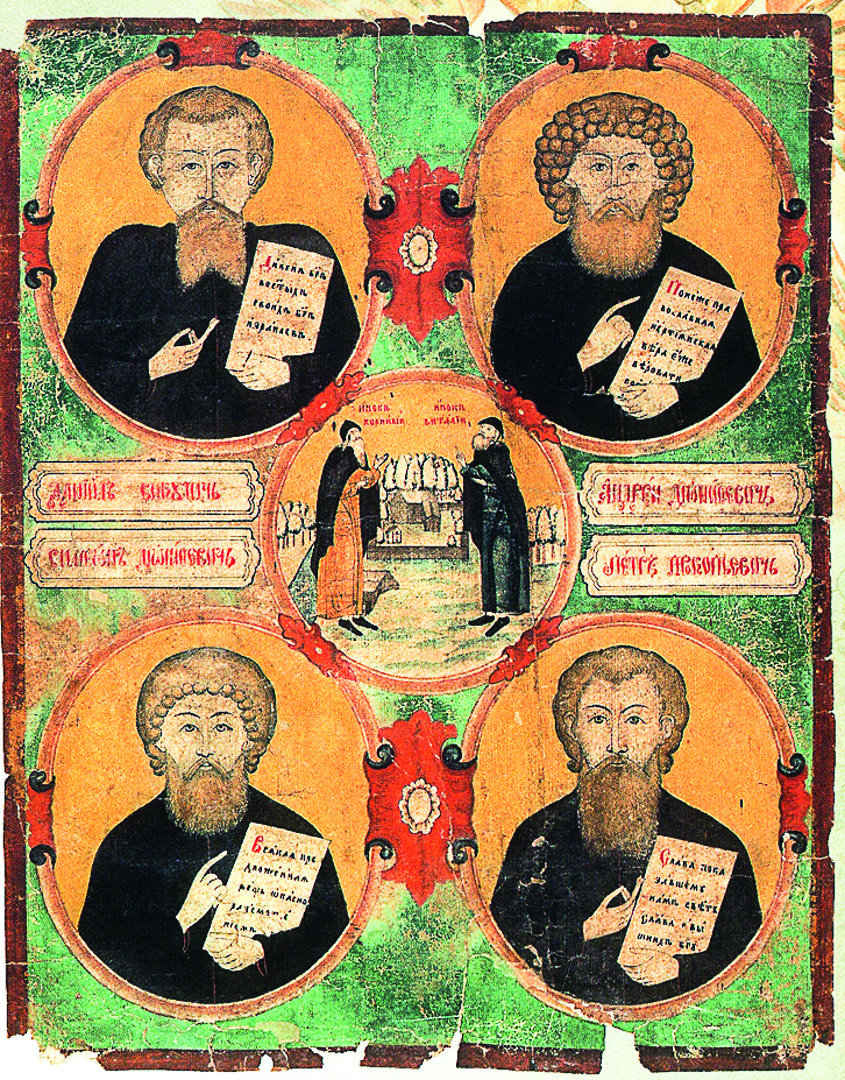
Выгорецкие старцы Даниил Викулин, Семен Денисов, Андрей Денисов, Петр Прокопьев

Во-вторых, это «Диаконовы ответы» — первое по времени сочинение Андрея, составленное им для нижегородских старообрядцев-поповцев, оказывавших большую материальную поддержку Выговской пустыне в первый период её существования. Остальные сочинения Андрея, меньшего объёма, могут быть разделены на 5 групп: 1) полемические трактаты против православия; 2) полемические трактаты против федосеевцев; 3) монографии исторические; из них особенно замечательно «Надгробное слово Петру Прокофьеву» — обширная монография, содержащая в себе отчасти автобиографию Андрея, отчасти первоначальную историю Выговской пустыни; 4) самый многочисленный класс сочинений Андрея — его проповеди (всего известно по рукописям более 50 проповедей), и 5) масса посланий и к отдельным лицам, и к целым старообрядческим сообществам, а в особенности к братии Выговской пустыни. Из них особенно выдаются имеющие характер окружных посланий, то есть относящиеся ко всему обществу обитателей обоих монастырей, а равно окрестных скитов, о разных предметах благочестия и благочиния, а также по поводу разных важных для старообрядцев вообще или для выговцев, в частности, событий, как, например, поимка в Новгороде Семёна Денисова, прибытие на Выг Неофита с его вопросами, издание разных неблагоприятных для старообрядцев правительственных указов и тому подобного.
Все сочинения обоих Денисовых, по мнению Н. И. Барсова, должны быть отнесены к числу замечательных произведений русской литературы петровского времени и вполне заслуживают издания, как плод сильного и острого ума и большой эрудиции. В особенности это следует сказать относительно проповедей Денисова, которые могут занять место наряду с произведениями первоклассных проповедников той эпохи. Ораторские и литературные достоинства проповедей Денисова подали повод одному из историков раскола (протоиерею А. Иоаннову) заподозрить его в плагиате, в пользовании проповедями ораторов Киевской академии. Но, не говоря уже о старообрядческом элементе, в большей или меньшей степени окрашивающем в специальный колорит все проповеди Денисова, самое тщательное их исследование может открыть лишь близкое изучение этими проповедниками произведений древнерусской проповеднической литературы — в особенности сочинений Максима Грека.

## Семья

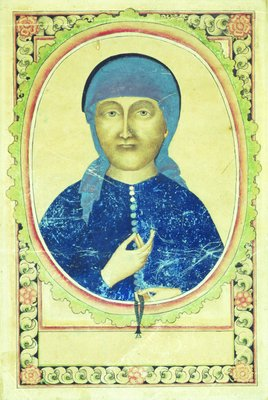
м. Феврония (в миру Соломония).

- Отец — Дионисий (Денис) Евстафьевич (?—1705)[2]
  - Брат — Семён (1682—1741)[2]
  - Брат — Иван (?—1737)[2]
  - Сестра — м. Феврония (в миру Соломония, ?—18 февраль 1735), настоятельница женской Крестовоздвиженской обители на реке Лексе (1706—18 февраль 1735)[2][3]

## Комментарии
1. ↑  № 1, 4, 10, 27, 34, 40, 49 по каталогу Павла Любопытного.
2. ↑  № 5, 6, 26, 28, 31, 91 по каталогу Павла Любопытного.
3. ↑  № 3 («Надгробное слово Петру Прокофьеву»), 9, 11, 12, 32, 38 по каталогу Павла Любопытного.
4. ↑  № 7, 13—16, 36, 37, 41, 43—49, 63, 61—64, 68, 70—80, 92, 99—101 и другие: по каталогу Павла Любопытного.